# 323 av. J.-C.
Cette page concerne l'année 323 av. J.-C. du calendrier julien proleptique.

## Événements
- Février : Alexandre se rend à Babylone où il entreprend la construction d’une flotte pour contourner et conquérir la péninsule arabique, prévue pour le mois de juin[1].

- 5 mars (15 mars du calendrier romain) : début à Rome du consulat de Caius Sulpicius Longus (pour la seconde fois) et Quintus Aulius Cerretanus. La guerre reprend contre les Samnites et les Apuliens leurs alliés. Le tribun Marcus Flavius propose une loi pour punir les Tusculans d’avoir comploté avec Velitrae et Privernum en saisissant leurs terres, projet qui est rejeté[2].

- Printemps : Alexandre le Grand se fait reconnaître comme dieu par les cités grecques, qui délèguent à Babylone des théores  (des ambassadeurs que l’on envoie aux dieux) pour le couronner d’or[3].
- 11 juin : Alexandre le Grand meurt de fièvre (probablement de la malaria) à Babylone[4]. Il sera inhumé à Alexandrie. Des troubles sanglants éclatent au lendemain de sa mort, mais peu après les généraux macédoniens, les Diadoques, décident de faire une trêve (accords de Babylone). Ils reconnaissent pour roi Philippe Arrhidée, un frère d’Alexandre presque idiot, et quelques mois plus tard associent à la couronne Alexandre Aigos, fils posthume d’Alexandre et de Roxane. La régence est confiée au général Perdiccas, qui devient vice-roi à Babylone. Les autres Diadoques sont nommés satrapes des provinces de l’empire. Ptolémée prend l’Égypte, Antipater gouverne en Occident, Lysimaque en Thrace, Antigone le Borgne prend une partie de l’Asie Mineure[5].
  - L’entente entre Philippe Arrhidée et Roxane dure peu. Roxane doit s’enfuir et se réfugier en Épire auprès d’Olympias à la mort d’Antipater en 319[6].
  - Rhodes chasse sa garnison macédonienne et prend son indépendance[7].
- Septembre (date probable) : début de la guerre lamiaque (fin en 322 av. J.-C.). Rébellion d’Athènes et de ses alliés Étoliens, soulevés par Hypéride à la nouvelle de la mort d’Alexandre. Antipater est assiégé à Lamia par le général athénien Léosthène. Le satrape de Phrygie Léonnatos est tué en lui portant secours[8].
- Automne : 
  - Eumène de Cardia a reçu la satrapie de Cappadoce, qui reste à conquérir. Après le refus d'Antigone le Borgne de s'en charger, Eumène et Léonnatos, satrape de Phrygie hellespontique, se rendent en Phrygie pour préparer la campagne contre Ariarathe, le satrape perse qui résiste en Cappadoce. L'armée qui leur est confiée déserte au printemps 322 après qu'Antipater ait demandé de l'aide à Léonnatos par l'entremise d'Hécatée de Cardia[9].
  - En Bactriane éclate une révolte des soldats macédoniens et grecs qui se considèrent comme exilés et réclament leur congé. Après la mort d'Alexandre le Grand le mouvement prend de l'ampleur et se combine apparemment avec un soulèvement des Bactriens[10]. Les rebelles forment une armée estimée à 20 000 fantassins et 3 000 cavaliers. Peithon, le satrape de Médie, doit utiliser la trahison pour réduire le mouvement qui est impitoyablement réprimé. La Bactriane est alors confiée au satrape de Drangiane et d'Arie, Stasanor, qui forme ainsi un vaste gouvernement[11].
- Novembre[12] : le général d'Alexandre le Grand, Ptolémée Sôter (le Sauveur, 367-283 av. J.-C.) nommé satrape de Palestine et d'Égypte au partage de Babylone, arrive à Memphis.

- Aristote, accusé d’impiété après la mort d’Alexandre, doit quitter Athènes et, après avoir confié le Lycée à Théophraste, se retire à Chalcis où il meurt en 322[13].

## Naissances en 323 av. J.-C.
- Octobre : Alexandre IV de Macédoine.

## Décès en 323 av. J.-C.
- 13 juin : Alexandre le Grand à Babylone.
- Stateira, princesse perse épouse d'Alexandre, assassinée sur ordre de Roxane.